# Osedax deceptionensis
Osedax deceptionensis is een soort borstelworm uit het geslacht Osedax uit de familie van de Siboglinidae. De wetenschappelijke naam van de soort is voor het eerst geldig gepubliceerd in 2013 door Taboada, Cristobo, Avila, Wiklund & Glover.